# Ondas Sísmicas: 90 Discos de Cantoras Brasileiras do Século XXI
Ondas Sísmicas: 90 Discos de Cantoras Brasileiras do Século XXI é o primeiro livro do jornalista curitibano Gabriel Bernini, lançado inicialmente pela editora Barbante em julho de 2021. Em formato de guia, o livro elenca 90 álbuns de cantoras brasileiras entre os anos de 2003 e 2020.
O projeto alcançou repercussão nacional, tendo sido chamado de "pioneiro" pelo Tenho Mais Discos que Amigos e considerado um dos livros do ano pela Revista Balaclava.
Uma 2a edição foi lançada em maio de 2022, com arte inédita de Kiko Dinucci e apêndices escritos pelas cantoras Iara Rennó, Laura Lavieri e Paula Pretta.